# Глен-Сент-Мэри (Флорида)
Глен-Сент-Мэри (англ. Glen St. Mary) — небольшой город (таун), расположенный в округе Бейкер (штат Флорида, США) с населением в 473 человека по статистическим данным переписи 2000 года.

## География
По данным Бюро переписи населения США Глен-Сент-Мэри имеет общую площадь в 1,04 квадратных километров, водных ресурсов в черте населённого пункта не имеется.
Глен-Сент-Мэри расположен на высоте 40 м над уровнем моря.

## Демография

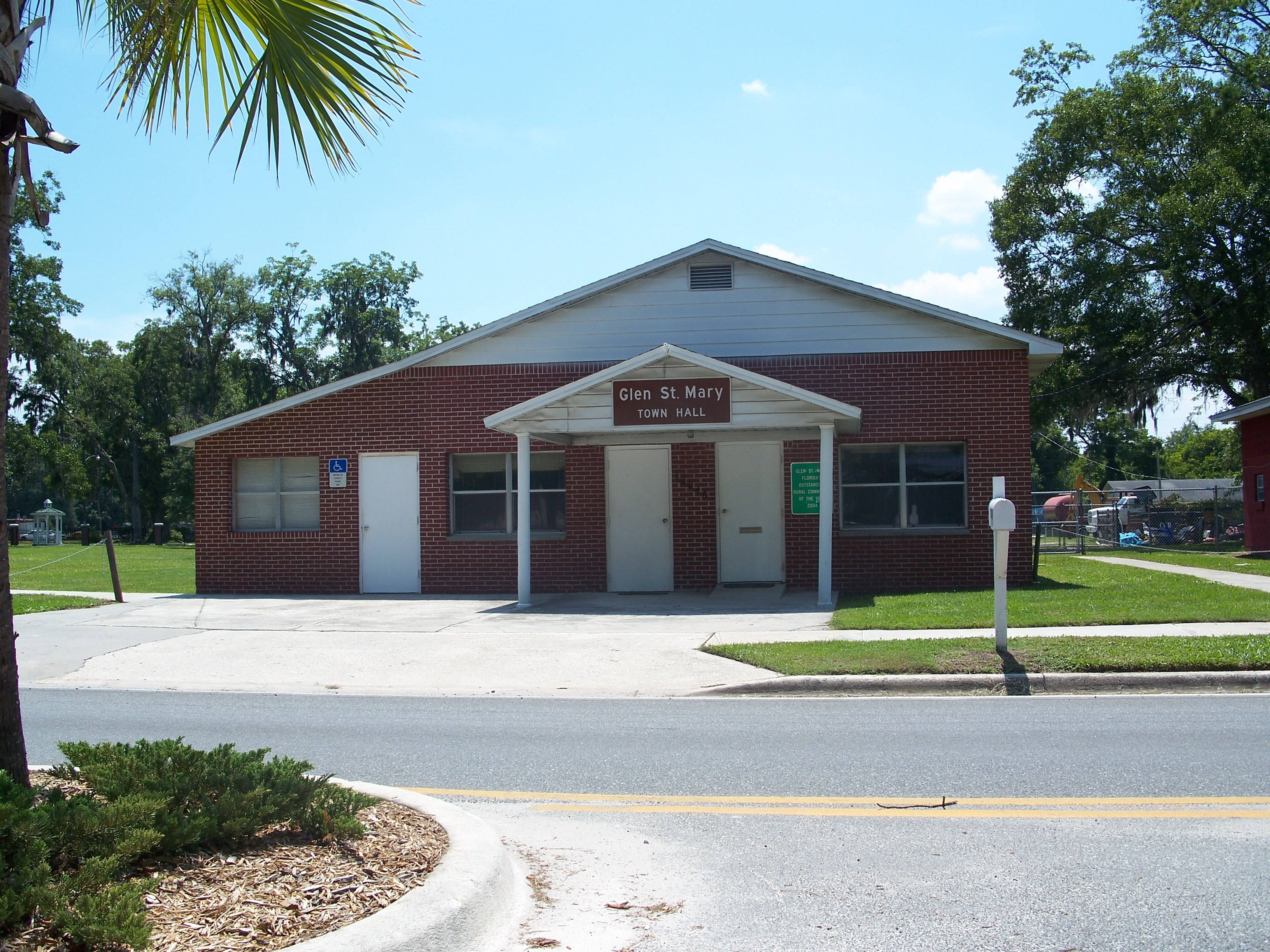
Здание администрации муниципалитета Глен-Сент-Мэри

По данным переписи населения 2000 года в Глен-Сент-Мэри проживало 473 человека, 131 семья, насчитывалось 181 домашнее хозяйство и 196 жилых домов. Средняя плотность населения составляла около 454,81 человека на один квадратный километр. Расовый состав населённого пункта распределился следующим образом: 97,89 % белых, 0,63 % — чёрных или афроамериканцев, 0,42 % — коренных американцев, 0,63 % — азиатов, 0,42 % — представителей смешанных рас, Испаноговорящие составили 1,90 % от всех жителей.
Из 181 домашних хозяйств в 39,8 % воспитывали детей в возрасте до 18 лет, 54,1 % представляли собой совместно проживающие супружеские пары, в 14,9 % семей женщины проживали без мужей, 27,1 % не имели семей. 24,9 % от общего числа семей на момент переписи жили самостоятельно, при этом 11,6 % составили одинокие пожилые люди в возрасте 65 лет и старше. Средний размер домашнего хозяйства составил 2,61 человек, а средний размер семьи — 3,11 человек.
Население города по возрастному диапазону по данным переписи 2000 года распределилось следующим образом: 30,4 % — жители младше 18 лет, 9,9 % — между 18 и 24 годами, 25,8 % — от 25 до 44 лет, 23,5 % — от 45 до 64 лет и 10,4 % — в возрасте 65 лет и старше. Средний возраст жителей составил 32 года. На каждые 100 женщин в Глен-Сент-Мэри приходилось 90,0 мужчин, при этом на каждые сто женщин 18 лет и старше приходилось 85,9 мужчин также старше 18 лет.
Средний доход на одно домашнее хозяйство составил 28 906 долларов США, а средний доход на одну семью — 29 833 доллара. При этом мужчины имели средний доход в 23 182 доллара США в год против 20 625 долларов среднегодового дохода у женщин. Доход на душу населения составил 28 906 долларов в год. 16,7 % от всего числа семей в населённом пункте и 18,2 % от всей численности населения находилось на момент переписи населения за чертой бедности, при этом 28,7 % из них были моложе 18 лет и 12,8 % — в возрасте 65 лет и старше.